# موراي روثبورد
مري روثبورد (بالإنجليزية: Murray Rothbard)؛ (2 مارس 1926 - 7 يناير 1995)، هو مؤرخ وعالم عملات ومنظر سياسي قانوني واقتصادي نمساوي بارز ينتمي للمدرسة النسماوية للاقتصاد. أفكاره ساعدت على تعريف المعنى الحديث لليبرتارية وأسس مذهبا سياسيا سماه لاسلطوية رأسمالية له علاقة بلاسلطوية السوق الحر. قاوم الاشتراكية والتخطيط المركزي من وجهة نظر لاسلطوية فردانية في إطار مبادئ المدرسة النمساوية.
روثبورد هو أحد تلامذة لودفيج فون ميزس. خلال سبعينيات وثمانينيات القرن الماضي كان عضوا نشطا في الحزب الليبرتاري الأمريكي. له كتب عدة في مجالات الاقتصاد والنظرية السياسية والتاريخ السياسي ومن كتبه:
- الإنسان والاقتصاد والدولة
- آداب الحرية: يعرض فيه مواقف الحركة الليبرتارية السياسية.
- نحو حرية جديدة: كتاب ساعد في إنشاء الحركة الليبرتارية في أمريكا ويعد بيانا (مانفستو) للحركة اللاسلطوية الرأسمالية.

يقول روثبورد «الرأسمالية هي التعبير الأكمل للاسلطوية، واللاسلطوية هي التعبير الأكمل للرأسمالية». يرى روثبورد أن مهمة الحفاظ على الأمن (الشرطة والدفاع المدني، الجيش، إلخ) يجب أن تزود من قبل شركات خاصة متنافسة لا من قبل وكالة مركزية تعتمد على أموال الضرائب كدخل لها، وهو بذلك يوافق آراء العديد من فردانيي القرن التاسع عشر. ويعد من أبرز منتقدي أفكار كينز والبنك المركزي، ونادى لإحلال الذهب كعملة بديلة للأموال التي تطبعها الدولة.

## حياته وعمله

### تعليمه
والداه هما المهاجران اليهوديان ديفيد وراي روثبورد، وقد هاجرا تباعًا إلى الولايات المتحدة من بولندا وروسيا. كان ديفيد روثبورد كيميائيًا، ارتاد موراي مدرسة بيرش واثين الخاصة في مدينة نيويورك. وقد صرّح روثبورد لاحقًا أنّه فضل بيرش واثين كثيرًا على «نظام المدارس العامة القائم على الحط من القدر» الذي خاض تجربته سابقًا في برونكس.
كتب روثبورد عن نشأته كشخص يميني الميول (ملتزم بـ «اليمين القديم») بين الأصدقاء والجيران الذين كانوا «شيوعيين أو زملاء مسافرين». وقد كان عضوًا في نادي الشباب الجمهوري في نيويورك في شبابه. وصف روثبورد والده المهاجر بأنّه فرداني احتضن القيم الأمريكية المتمثلة في الحد الأدنى من الحكومة، والمشاريع الحرة، والملكية الخاصة، والعزم على النهوض بمزايا الفرد «الاشتراكية بدت لي قسرية بشكل وحشي وبشعة».
التحق بجامعة كولومبيا، حيث حصل على بكالوريوس الآداب في الرياضيات عام 1945 وبعد أحد عشر عامًا حصل على درجة الدكتوراه في الاقتصاد في عام 1956. التأخير في الحصول على الدكتوراه كان من ناحية  بسبب نزاع مع مستشاره جوزيف دورفمان، ومن ناحية أخرى بسبب رفض آرثر بيرنز أطروحة الدكتوراه. كان بيرنز صديقًا قديمًا لعائلة روثبورد وجارهم في المبنى السكني في مانهاتن. بعد أن غادر بيرنز كلية كولومبيا ليرأس مجلس المستشارين الاقتصاديّين للرئيس أيزنهاور، قُبلت أطروحة روثبورد وحصل على الدكتوراه. ذكر روثبورد لاحقًا أنّ جميع زملائه في الجامعة كانوا يساريّين متطرفين وأنه كان واحدًا من اثنين جمهوريين فقط في الحرم الجامعيّ في ذلك الوقت. خلال الأربعينيات من القرن العشرين، تعرّف روثبورد على فرانك تشودوروف وقرأ بشكل موسع في الأعمال ذات المنبع التحرّري لألبرت جاي نوك وغارت غاريت وإيزابيل باترسون وهنري لويس منكن، وآخرين بالإضافة إلى الاقتصاديّ النمساويّ لودفيج فون ميزس. في أوائل الخمسينيات من القرن الماضي، عندما كان ميزس يُدرِّس في قسم وول ستريت في كلية الأعمال، جامعة نيويورك، حضر روثبورد محاضرة ميزس غير الرسميّة. وقد تأثر روثبورد إلى حد كبير بكتاب ميزس «الفعل البشري». جذب روثبورد انتباه صندوق ويليام فولكر، وهي المجموعة التي قدمت الدعم الماليّ لتعزيز الإيديولوجياّت اليمينيّة المختلفة في الخمسينيّات وأوائل الستينيّات. دفع صندوق فولكر لروثبورد ليكتب كتابًا مدرسيًا يشرح فيه كتاب الفعل البشري بشكلٍ يمكن تقديمه للطلاب الجامعيين ليتعرّفوا على أفكار ميزس؛ قدّم فصلًا من الكتاب كعيّنة كتبها عن المال والتأمين، وقد نالت موافقة ميزس. بقي روثبورد يحصل على رواتب من صندوق فولكر لمدّة عشر سنوات، وقد عُيِّن كبير محللين. أثناء عمل روثبورد، وسّع هذا المشروع. وكانت النتيجة كتابه «الإنسان والاقتصاد والدولة»، الذي نُشر عام 1962. وبعد النشر أشاد ميزس بعمله كثيرًا.

### زواجه ونشاطه
في عام 1953 تزوّج بـ جوآن شوماخر -التي كان يسميها جوي- (1928-1999)، في مدينة نيويورك. كانت جوآن هي المحرِّرة والمستشارة المقرّبة، بالإضافة لكونها المضيفة لصالون روثبورد. كان زواجهما قائمًا على الحب وكثيرًا ما كان روثبورد يصفها بـ «الهيكل الأساسي» لحياته وإنجازاته. وفقًا لجوي فقد سمح رعاية صندوق فولكر لزوجها بالعمل من المنزل كمنظّر مستقلّ ومثقّف خلال أوّل 15 عامًا من زواجهما. لكن انهار صندوق فولكر في عام 1962، مما دفع روثبورد للبحث عن عمل في مختلف المؤسسات الأكاديميّة في نيويورك. عُرضت عليه وظيفة بدوام جزئي لتدريس الاقتصاد لطلاب الهندسة بمعهد بروكلين للفنون التطبيقية في عام 1966 وهو في سنّ الأربعين. ولم يكن لهذه المؤسسة أيّ قسم اقتصادي أو تخصصاتٍ اقتصادية، وسخر روثبورد من قسم العلوم الاجتماعية وسماها بـ «الماركسية». ومع ذلك فقد كتب جوستين رايموندو أن روثبورد كان يحبّ عمله مع كلية بروكلين للفنون التطبيقية لأنه كان لمدة يومين فقط أسبوعيًا، مما منحه حريّة المشاركة في التطورات في السياسة الليبرالية.
واصل روثبورد هذا العمل لمدّة عشرين عامًا حتى عام 1986. وحين بلغ الستين، غادر روثبورد معهد بروكلين للفنون التطبيقية لينضمّ إلى كلّيّة لي للأعمال بجامعة نيفادا في لاس فيغاس، حيث حصل على لقب إس جي قاعة أستاذ الاقتصاد الموقر، وهو كرسي موهوب يدفع لأجله رجل أعمال ليبرالي. وفقًا لصديق روثبورد وزميله في اتباع ميزس وخبير الاقتصاد هانز هيرمان هوب، فقد قاد روثبورد وجودًا هامشيًا في الأوساط الأكاديمية، لكنّه كان قادرًا على جذب عدد كبير من الطلاب والتلاميذ من خلال كتاباته، وبالتالي أصبح المؤسس وأحد العوامل الرئيسية للحركة الليبرالية المعاصرة. حافظ روثبورد على منصبه في جامعة نيفادا في لاس فيغاس من عام 1986 حتى وفاته. أسّس روثبورد مركز الدراسات الليبرالية في عام 1976 ومجلّة الدراسات الليبرالية في عام 1977. وفي عام 1982 شارك في تأسيس معهد لودفيج فون ميزس في أوبورن، ألاباما، وكان نائب رئيس الشؤون الأكاديمية حتى عام 1995. أسّس روثبورد في عام 1987 مراجعة للاقتصاد النمساوي لصالح المعهد، مجلّة الاقتصاد البدعي، وقد سميت لاحقًا باسم المجلّة الفصليّة للاقتصاد النمساوي.
كان روثبورد غير متدين ولا أدريًا تجاه وجود الله، ووصف نفسه بأنه «مزيج من اللا أدري واليهودي الإصلاحي». على الرغم من تعريفه بأنّه لاأدري وملحد، إلا أن روثبورد كان ينتقد «العداء اليساري الليبرتاري للدين». في السنوات اللاحقة لروثبورد، توقع العديد من أصدقائه أنه سيتحول إلى الكاثوليكية، لكنّه لم يفعل ذلك مطلقًا. في نعي صحيفة نيويورك تايمز لروثبورد كُتب: «اقتصادي وفيلسوف اجتماعي دافع بشدة عن الحرية الفردية ضد تدخل الحكومة».

### خلافه مع آين راند
في عام 1954، انضم روثبورد إلى جانب العديد من الحاضرين الآخرين في ندوة ميزس إلى دائرة الروائية آين راند، مؤسسة الموضوعية. لكن سَرَعان ما انفصل عن هذه الدائرة، وكتب أن أفكارها لم تكن أصلية كما كانت تدعي، ولكنّها مشابهة لأفكار أرسطو وتوما الأكويني وهربرت سبنسر. في عام 1958 بعد نشر راند روايتها «أطلس هازًا كتفيه» كتب روثبورد خطاب إعجاب  لها، واصفًا كتابها بأنه منزل من الكنوز اللانهائية، وليس فقط أعظم رواية كتبت على الإطلاق، ولكنه أحد أعظم الكتب التي كتبت، سواء في الأدب الخيالي أو الواقعي. كما كتب أيضًا: لقد عرفتني إلى المجال الكامل للحقوق الطبيعية وفلسفة القانون الطبيعي، مما دفعه إلى تعلّم «تقليد الحقوق الطبيعية المجيد». ثم انضم روثبورد إلى دائرة راند لبضعة أشهر، لكنه سَرَعان ما انفصل عن راند مرة أخرى بسبب اختلافات عديدة، بينها دفاعه عن اللاسلطوية.
في وقت لاحق، سخر روثبورد من أتباع راند في مسرحية من فصل واحد غير منشورة اسمها «موزارت كان أحمر» والتي كُتبت كمهزلة، ومقال «علم اجتماع طائفة آين راند». حيث وصف روثبورد دائرة راند بأنها «عبادة عقائدية وشخصية». ومسرحيته الساخرة من راند (من خلال شخصية كارسون ساند) وأصدقائها وتقع أحداثها خلال زيارة كيث هاكلي، أحد محبي رواية ساند (حاجب زيوس) (مسرحية حول رواية راند الأكثر شهرة أطلس هازًا كتفيه).

## وفاته
توفي روثبورد بنوبة قلبية في 7 يناير عام 1995 عن عمر يناهز 68 عامًا. ودُفن في مقبرة أوكوود في يونيونفيل، ولاية فرجينيا.

## روابط خارجية
- موراي روثبورد على موقع IMDb (الإنجليزية)
- موراي روثبورد على موقع إن إن دي بي (الإنجليزية)
- موراي روثبورد على موقع ديسكوغز (الإنجليزية)